# W. G. Sebald
Winfried Georg Sebald (en general conegut com a W. G. Sebald; Wertach, Baviera, 18 de maig de 1944 - 14 de desembre del 2001 a Norfolk, Regne Unit) va ser un escriptor alemany i un Teòric de la Literatura.

## Vida
W. G. Sebald va néixer el 18 de maig del 1944 a Wertach, Baviera, als últims temps de l'Alemanya nazi.
El 1966 va acabar els estudis de Literatura a la Universitat de Friburg prop de la zona francòfona de Suïssa i va obtenir la Licence de lettres. El mateix any va emigrar a Anglaterra, on es va casar amb la seva parella des de l'escola. El 1976 es va traslladar amb la dona i la filla a una casa parroquial victoriana (The Old Rectory), on van començar un ampli jardí anglès de flors.
El 1968 va presentar la tesi de màster sobre Carl Sternheim. Tot seguit va treballar com a professor a la Universitat de Manchester; durant un any també va fer classes a l'internat privat suís Institut auf dem Rosenberg a Sankt Gallen.
A partir del 1970 va donar classes a la Universitat d'East Anglia a Norwich i es va doctorar el 1973 amb un treball sobre Alfred Döblin. El 1986 va obtenir l'habilitació a la Universitat d'Hamburg amb Die Beschreibung des Unglücks. El 1988 va esdevenir professor de Literatura Alemanya Moderna a la Universitat d'East Anglia.
Sebald va morir el 14 de desembre del 2001 com a conseqüència d'un accident de cotxe. La tomba es troba al cementiri de St. Andrew’s (Framingham Earl, Norfolk NR14) a Poringland, Norwich, Norfolk.
Rebutjava els seus noms propis Winfried i Georg. Winfried era per ell un "nom del tot nazi"; per a la família, les germanes i els amics es deia "Max", com també s'anomenava a si mateix.
L'unia una forta amistat amb l'escriptor Michael Hamburger, que va traduir gran part de l'obra de Sebald a l'anglès.

## Característiques de la seva escriptura
L'obra literària de Sebald va començar a produir-se a partir de finals dels anys 80 del segle xx. Mentre que a Alemanya se'l va començar a conèixer tan sols a partir dels anys noranta, va ser molt conegut al Regne Unit, els EUA (on Susan Sontag en va ser una important defensora), i més tard a França. Avui dia Sebald és un dels autors alemanys més discutits.
Molts dels seus textos es caracteritzen per un to melancòlic. En ells és molt important la pregunta sobre el significat i la funció del record i la memòria. Sebald es dedica a les persones traumatitzades: emigrats que, com el narrador anàleg a Sebald, abandonen la seva pàtria i intenten trobar altre cop el seu camí a l'estranger. La problemàtica de la relació alemanojueva té un pes especial per a Sebald. Ja de jovenet es va indignar sobre el silenci de la generació anterior a la seva sobre els esdeveniments de la guerra i l'Holocaust. Més tard també va dirigir la seva crítica cap al silenci amb què la literatura i la societat havien tractat la destrucció de les ciutats alemanyes per part dels bombardejos aliats.

## La seva obra en català
Die Ausgewanderten (1992), traduïda al català com Els Emigrats (Edicions 62, 2001), quatre narracions llargues, trobem cròniques biogràfiques de quatre persones, parcialment amb referències a documents autèntics i amb alguns trets inspirats en personatges reals de la vida de Sebald.
Austerlitz (2001; Edicions 62, 2003; Flâneur, 2018, Premi Ciutat de Barcelona a la millor traducció en llengua catalana) es considera l'«obra mestra» de Sebald. S'hi descriu la recerca que Jacques Austerlitz, refugiat a Anglaterra de petit a causa de l'Holocaust, fa sobre el seu origen.

## Obra

### Obra literària
- Nach der Natur. Ein Elementargedicht. 1988, ISBN 3-596-12055-1.
- Schwindel. Gefühle. 1990, ISBN 3-596-12054-3.
- Die Ausgewanderten. Eichborn, Frankfurt am Main 1992, ISBN 3-8218-4093-5. Traducció al català d'Anna Soler Horta (Els emigrats, Edicions 62 2001) ISBN 84-297-4868-7
- Die Ringe des Saturn. Eine englische Wallfahrt. 1995, ISBN 3-596-13655-5. Traducció al català d'Anna Soler Horta (Els anells de Saturn, Flâneur, 2021). ISBN 978-84-09-24307-5[7]
- For years now. 2001.
- Austerlitz. 2001. Traducció al català d'Anna Soler Horta, publicada a Flaneur el 2018. ISBN 978-84-090-3295-2
- Unerzählt, 33 Texte. 2003.
- Campo Santo, Prosa, Essays. hrsg. von Sven Meyer. 2003, ISBN 3-446-20356-7.
- Über das Land und das Wasser. Ausgewählte Gedichte 1964–2001, hrsg. von Sven Meyer, 2008.

### Obra assagística i de teoria de la literatura
- Carl Sternheim: Kritiker und Opfer der Wilhelminischen Ära. Kohlhammer, Stuttgart 1969.
- Der Mythus der Zerstörung im Werk Döblins. Ernst Klett, Stuttgart 1980.} [
- Die Beschreibung des Unglücks. Zur österreichischen Literatur von Stifter bis Handke. 1985.
- A radical stage: theatre in Germany in the 1970s and 1980s. Berg, Oxford 1988.
- Unheimliche Heimat. Essays zur österreichischen Literatur. 1991.
- Logis in einem Landhaus. 1998.
- Luftkrieg und Literatur: Mit einem Essay zu Alfred Andersch. 1999.
- Ich möchte zu ihnen hinabsteigen und finde den Weg nicht. Zu den Romanen Jurek Beckers. A: Sinn und Form 2/2010, pàgs. 226–234